# ソニック フォース
『ソニックフォース』（Sonic Forces）は、セガより2017年11月9日に発売されたソニックシリーズのアクションゲームであり、開発はソニックチーム。Nintendo Switch、PlayStation 4、Xbox One、PCのマルチプラットフォームとして展開する。
ソニックシリーズで初めて簡体字中国語に対応し、全11カ国語に対応しているのも今作が初であると同時に、中国におけるセガのPlayStation 4並びにXbox One対応タイトルが中国当局から許認可を受けた初のタイトルである。

## 開発
本作は『ソニック カラーズ』や『ソニック ジェネレーションズ』の開発スタッフが制作した。近年のソニックシリーズ本編ではメガドライブ時代のゲーム（クラシックソニック）作品を彷彿とさせる、比較的明るい世界観やコミカルな雰囲気の内容のものが多かったが、今作では『ソニックアドベンチャー』シリーズや『ソニック・ザ・ヘッジホッグ (2006年のゲーム)』、別ブランド作品である『ソニックトゥーン 太古の秘宝 / アイランドアドベンチャー』のようにシリアスな世界観とストーリーが展開され、本作のプロデューサーである中村俊曰く『ソニックアドベンチャー2』に近い物語になっているという。
中村は、ニンテンドードリームとのインタビューの中で、ソニックをかっこよく見せるためにはどうすべきかというところから始まったと話しており、ソニックが囚われの身となる場面から物語をスタートさせたと振り返っている。
ストーリーコンセプトは「ヒーロー（レジスタンス）軍vsエッグマン軍」とされ、メタルソニックを初めとする過去作品のボスキャラクターらがエッグマン軍の一員として登場する他、エッグマン側の黒幕的存在としてインフィニットが登場する。世界観を広げるためにレジスタンス軍側も仲間のキャラクターの操作や、テイルスやエミーといったソニックの仲間達が戦況報告として通信音声が入るという演出がとられている。
敵キャラクターについては、様々な時代の敵キャラクターを取り入れるという方針が取られた。たとえば、敵キャラクターの一人であるカオスは『ソニックアドベンチャー』以来の登場であり、同作では困難だった水の表現に成功している。
本作に初めて登場する敵キャラクター・インフィニットは、ソニックよりも強大な敵を作ろうというところから始まり、その強大な力を入れた理由付けなどが行われた。
また、デザイン面においても、かっこいい悪役というコンセプトが付与された。
またゲームエンジンは、セガ ソニックチームが持つ『ヘッジホッグエンジン』をより改良を積み重ねて、2017年3月3日に発売された発売間もないNintendo Switchプラットフォームなどにもいち早く対応して、「物理ベースレンダリング」技術なども新しく導入した、セガは『ヘッジホッグエンジン2』とアナウンスしたバージョンアップゲームエンジンを用いて、本作の開発を行なっている。Nintendo Switch版はフレームレートやグラフィックの表現が他機種版と多少異なっているものの大きな変化はなく、ゲーム内容も同一である。

### アバターの導入
本作の特徴の一つである「アバター」は、全世界のシリーズファンから「自分で考えたオリジナルのソニックキャラクターを出して欲しい」というメールや依頼が長年来ることがきっかけで、それをある程度答える形で導入されたものである。その際に中村は「E3 2017」の時に行われたファミ通のインタビューにおいて、「アバターのアクションの調整に悩んだ末、エッグマンに支配された町の一市民がソニックとともに戦うという設定に落ち着き、そこからアイデアを膨らませた」、「これまでのモダンソニックでは、キャラクターごとに異なる方向性のアクションを作ってきたが、今回は『ド直球のハイスピードアクションゲーム』を作ると決めており、クラシックソニックやプレイヤーの分身であるアバターもその方向性に沿ったコンセプトで製作した」と述べている。また、中村はニンテンドードリームとのインタビューの中で、ソニックでは表現しにくかった「成長」や「弱さ」といった部分がアバターで実現できたとも話している。

### 販売
インターネット通販サイト『エビテン』では本作のパッケージソフトに加え、レジスタンス軍やエッグマン軍のシンボルが刻印されたトートバッグやソニック、シャドウがプリントされたフロアピローなどが同梱された「ソニックフォース DXパック」が限定販売された。その他にも、amazonやゲオなどといった様々な店舗で予約特典が配布され、特典内容もそれぞれ異なっている。
2017年10月26日にはPS4とNintendo Switchに限り、PS Storeとニンテンドーeショップで体験版が配信されている。モダン、クラシック、アバターの3種類の各ステージを1分間だけ体験が可能。また2017年11月3日には発売に先立ち、公式サイト『ソニックチャンネル』では「エッグマンに公式サイトが乗っ取られた」という設定で、Webサイトのデザインが『エッグマンチャンネル』になる演出が発売日の11月9日まで行われた。

## ストーリー
エッグマンが新たに手にした力で設立した「エッグマン軍」の大攻勢によってソニックが倒されてしまい、たった半年で世界の99％が支配されてしまう。ソニックの仲間達はソニック不在の中、生き残った街の住人達と「レジスタンス軍」を結成し、エッグマン軍に反旗を翻す。
なお公式サイトのグラフィックコラムによれば、本作は「現実の人間がいる地球とは異なる世界」であり、英語といった現実世界の文字が存在せず、演出でアラビア数字が登場する事はあれど、記号のような架空文字を使用しているとされている。そのため、『ソニックアドベンチャー』シリーズで見られたGUNや連邦政府は本作に存在しない可能性が高い。

## 登場キャラクター

### レジスタンス軍（ソニック軍）
ソニック・ザ・ヘッジホッグ（モダンソニック）
声 - 金丸淳一
本作の主人公である史上最速のハリネズミ。物語の序盤でインフィニットに倒され、デスエッグに半年もの間幽閉されてしまう。その後レジスタンス軍が起こした作戦に乗じて脱出し、仲間達と合流する。
クラシックソニック
声 - なし
メガドライブ時代のゲーム作品に登場したもう一人のソニック。『ソニック ジェネレーションズ』では過去のソニックだったが、本作ではファントムルビーの影響で別次元から来たソニックとされ、ストーリー中の会話や無線では『ソニック ジェネレーションズ』のクラシックソニックと同一人物とも別人とも取れる表現がされていた。エッグマンからは「ちびソニック」と呼ばれている。
マイルス "テイルス" パウアー
声 - 広橋涼
2本の尻尾を持ったメカニックの子ギツネで、物語序盤でソニックが倒された後、共に行方不明となる。後に市街地で機能停止しているオメガを修理しようとする矢先にカオスに襲われるが、クラシックソニックに助けられ、以後は彼と行動を共にする。
エミー・ローズ
声 - 川田妙子
ソニックの事が大好きな女の子。エッグマンに捕まったソニックや世界の人々を心配している。
ナックルズ・ザ・エキドゥナ
声 - 神奈延年
力自慢のハリモグラ。今作ではレジスタンス軍の大隊長として活躍する。
シルバー・ザ・ヘッジホッグ
声 - 小野大輔
未来世界よりやってきた白銀のハリネズミ。レジスタンスのメンバーとして参加し、ソニックが捕まって意気消沈する仲間を一喝した。公式サイトのデジタルコミックス『STRESS TEST ～負荷実験～』によれば、エッグマンの行動を察知し、ソニック達に警告をするために未来から戻ってきたと描写されている。
ベクター・ザ・クロコダイル
声 - 三宅健太
カオティクス探偵事務所の所長。当初は新人のアバターに憎まれ口を叩いていたが、次第に実力を認めるようになる。
エスピオ・ザ・カメレオン
声 - 増田裕生
カオティクス探偵事務所のご意見番。直接的な描写はされていないが、アバターとは別部隊のリーダーとして行動している。
チャーミー・ビー
声 - 鉄炮塚葉子
カオティクス探偵事務所のムードメーカー。新人で行動に不慣れだったアバターに優しくフォローするなど、気配り上手な一面を見せた。
シャドウ・ザ・ヘッジホッグ
声 - 遊佐浩二
ソニックとはライバル関係である、彼に瓜二つの黒いハリネズミ。序盤では敵として登場したが、実際はファントムルビーの仮想現実が生み出した偽物で、シャドウ本人は物語中盤に登場し、ソニック達と合流する。追加コンテンツの『シャドウストーリー』をダウンロードする事で、モダンソニックステージのプレイアブルキャラクターとして操作が可能。
ルージュ・ザ・バット
声 - 落合るみ
宝石専門のトレジャーハンター。『シャドウストーリー』ではシャドウのパートナーとして連絡を取り合う。
E-123 オメガ
声 - 楠大典
エッグマンが作り上げたE-100シリーズの最終ロットナンバーだが、創造主のエッグマンとは敵対し、ソニック側に味方をしているコンピューター。序盤で市街地で機能停止した姿で登場したが後に修復され、物語終盤の最終決戦に参加した。
アバター
声 - 関雄（男性アバター）、悠木碧（女性アバター）
プレイヤーの分身で、ソニックからは「相棒」、ナックルズやシルバー、カオティクスの面々からは「新人」「新入り」と呼ばれている。エッグマン軍の襲撃を受けた市街地の生き残りで、レジスタンス軍に新米として加わる事になる。独自の能力として「ウィスポン」と呼ばれる武器を扱うことができ、ウィスプのカラーパワーによって様々な力を発揮する。

### エッグマン軍
ドクター・エッグマン
声 - 中村浩太郎
自称悪の天才科学者。今作ではインフィニットの助力とファントムルビーの力によって、念願だった打倒ソニックとほぼ全ての地域の征服を実現する。インフィニットを使って無差別に市街地の住人達に手をかけ、エッグマン軍に反抗した人々を宇宙に監禁するなどといった、『ソニックアドベンチャー』シリーズや『ソニック・ザ・ヘッジホッグ (2006年のゲーム)』を彷彿とさせる非道な一面を見せている。
オーボット＆キューボット
声 - 岩田光央（オーボット）、高木渉（キューボット）
エッグマンの側近ロボット達。今作のエッグマンの行動を「今度のボスは本気だ」と称した。公式サイトのデジタルコミックス『RISE OF INFINITE ～無限の萌芽～』によれば、エッグマンがファントムルビーの研究を始めたのは、オーボットが偶然基地の外でファントムルビーのエネルギーを感知した事がきっかけになったという。
シャドウ・ザ・ヘッジホッグ
声 - 遊佐浩二
レジスタンス軍の項目を参照。
メタルソニック
打倒ソニックの為に、エッグマンがソニックに似せて制作した超高性能ロボット。主人のエッグマン同様ソニックを敵視している。
今作に登場する個体はファントムルビーの力で作り上げられた「仮想現実の存在」であり本物は登場しないが、現在もエッグマンが所持しているとされる。
カオス
『ソニックアドベンチャー』に登場したチャオの突然変異体。今作ではファントムルビーの力で作り上げられた「仮想現実の存在」として登場し、公式サイトのデジタルコミックス『STRESS TEST ～負荷実験～』ではエッグマンが実行したファントムルビーの負荷実験で仮想現実のパチャカマの集落と共に現われ、ナックルズとシルバーに襲い掛かった。
ザボック
声 - 中田譲治
『ソニック ロストワールド』に登場したロストヘックスに住むゼティ族で、六鬼衆のリーダー格。今作ではファントムルビーの力で作り上げられた「仮想現実の存在」として登場し、デスエッグでデスクイーンに搭乗し、ソニックと対峙する。
インフィニット
声 - 近藤隆
エッグマン軍に加担する謎の存在。その名の通り無限大をモチーフにしたシンボルを掲げ、胸には仮想現実を作り出す力の源であるファントムルビーを身につけている。弱者を「ゴミ」と称し徹底的に見下す高圧的な性格で、エッグマンに対しても指示に従ってはいるものの、時折背くような行動をすることも少なくない。公式サイトのデジタルコミックス『RISE OF INFINITE ～無限の萌芽～』や『シャドウストーリー』ではエッグマン軍に加担するまでの経緯や、鉄仮面を被り、弱者を見下すようになった理由が描写され、インフィニットになる前は、ジャッカルの傭兵団（コミックスでは盗賊団）「チームジャッカル」のリーダーであったという。素顔についてはゲーム中では終始隠されていたものの、デジタルコミックス版では右目（の上瞼）にキズと思わしき線があり、オッドアイ（左目の瞳が金色で右眼の瞳が青）である事が判明している。
コンセプトは「残虐」「力に固執」「絆を信じない」。当初のモチーフはなまはげであるがデザインが難航し、偶然に描いた顔ロゴマーク事を思いついて現在のモチーフとなる「アヌビス神」のジャッカルになった。

#### エッグマン軍の兵器
メタルソニック
エッグマン軍の項目を参照。
量産型デスエッグロボ
『ソニック・ザ・ヘッジホッグ2』に登場したものを、自立思考型の無人兵器として量産化した巨大ロボット。『ソニック ジェネレーションズ』のデザインを基に、赤と黄を基調にした配色とエッグマンの顔を模した頭部から、ウェザリング表現がなされたモノクロトーン調の配色とモノアイ型の頭部に変更されている。単体だけでも脅威の存在で、市街地を中心に猛威を振るっている。
エッグドラグーンmk.Ⅱ
『ソニック ワールドアドベンチャー』に登場した搭乗兵器を改良したもの。デザインは『ソニック ジェネレーションズ』で登場したものと似ているが、翼ユニットの形状やボディにウェザリング表現がされているなど、細かい部分に差異が見られ、グリーンヒルでクラシックソニックと対峙する。
デスクイーン
「デスエッグ：vs.サボック」でザボックが搭乗していた女王バチ型戦闘兵器。ブースターによる突進やビートンの召喚、地面へのストンピングによる衝撃波が攻撃手段。
デスクラブ
「グリーンヒル：ガーディアンロック」に登場したカニ型巨大兵器。ステージ中は障害物として登場し、ステージ終盤で中ボスとしてアバターに襲いかかる。
ファントムルビー
物語に深く関わる宝石で、エッグマンからは「仮想現実兵器」と称されている。
相手の五感や脳を操作し、人物から物質、風景に至るまで本物と変わらない幻（仮想現実）を見せる能力を持つ。強大な力を持つ一方で、使用者のインフィニットが「俺並みの精神力がなければその起動もできない」と作中で述べるほど使用者の技量によって性能が左右される、使用するには膨大なエネルギーが必要でファントムルビー単体ではまともに使えず、運用にはエネルギー供給を行う大規模な施設が必要、同じ場所で２つ以上のファントムルビーを同時に使用すると、仮想現実が干渉して打ち消しあい、双方の仮想空間が共に消失する、などの弱点がある。使用者の思考が反映される場合もあり、『シャドウストーリー』でシャドウが仮想現実を見せられた際、仮想現実のオメガがインフィニットの深層心理を代弁していた。
試作型と完成型の２種類が存在し、試作型は最初に起動させた者にしか能力を使用出来ない欠陥品。完成型を作り出した際にエッグマンによって大量の試作品が破棄された。一方、完成型はエッグマンが試行錯誤を繰り返して開発し、現在はインフィニットが胸につけている。
なおファントムルビーの試作型に酷似したものが『ソニックマニア』でも登場しているが、関連性は不明。
メガデスエッグロボ
本作の最終ボス。デスエッグロボと冠してはいるが姿形は従来のデスエッグロボとは全くの別物で、全身は黒を基調とした塗装で、複数の腕を持ち、足は無く尻尾をぶら下げて浮遊する巨大な姿を持つ。
エッグマンによってファントムルビーのエネルギー供給施設が内部に組み込まれており、テイルス曰く「完全無欠の存在」。ファントムルビーをオーバークロックさせ、あらゆる通常兵器を受け付けない堅牢さも持っている。
内部には『カラーズ』のダークウィスプ・アーマーを彷彿とさせる白を基調としたデザインで３対の頭部を持つ本体が格納されている。
従来の作品に登場したモトラやビートンといった敵キャラクターは、量産型デスエッグロボのようにミリタリー調の姿にされているが、一部のステージでは従来通りのデザインで登場している。

## ステージ
通常ステージの他、各エリアの全ての通常ステージをクリアすると解禁されるシークレットステージやレッドスターリングを一定数集めることで解禁されるエクストラステージが各所に存在する。またシーサイドヒルなど、本作に登場しないものの過去作に登場した地名の言及がされている。

### グリーンヒル（Green Hill）
初代『ソニック・ザ・ヘッジホッグ (1991年のゲーム)』のステージ。海が枯れて砂漠化と機械化が進み、砂漠にはエッグマン軍のピラミッド型の兵器工場や、『ソニック ロストワールド』で登場したサンドワームが生息する。ソニックからは「これじゃグリーンヒルじゃなくて"サンドヘル"だぜ」と形容された。
STAGE 1
モダンソニック：ロストバレー（Lost Valley）
STAGE 7
タッグステージ：アーセナルピラミッド（Arsenal Pyramid）
STAGE 10
クラシックソニック：グリーンヒル（Green Hill）
STAGE 11
クラシックソニック：VS. エッグマン & エッグドラグーンmk.II（VS. Eggman & Egg Dragoon mk.II）
STAGE 20
アバター：ガーディアンロック（Guardian Rock）
SECRET 3
モダンソニック：ボムブロック 1（Bomb Block 1）
EXTRA 4
モダンソニック：リバースブロック 2（Reverse Block 2）
DLC STAGE 3
シャドウストーリー：仮想現実（Virtual Reality）

### ケミカルプラント（Chemical Plant）
『ソニック・ザ・ヘッジホッグ2』に登場した化学工場。今作では極寒の北の孤島に作られている事が明かされ、シャトル発着場や貨物列車が運行しているエリアや、エッグマン軍の巨大データベースサーバーが存在する。
STAGE 2
アバター：スペースポート（Spaceport）
STAGE 18
クラシックソニック：ケミカルプラント（Chemical Plant）
STAGE 21
モダンソニック：ネットワークターミナル（Network Terminal）
SECRET 4
アバター：プラズマキャノン 1（Plasma Cannon 1）
EXTRA 2
アバター：ボムブロック 2（Bomb Block 2）

### デスエッグ（Death Egg）
『ソニック・ザ・ヘッジホッグ2』および『ソニック&ナックルズ』に登場した巨大宇宙要塞。周囲には様々な施設が併設され、監獄の中にはエッグマン軍に反抗した人々やソニックが幽閉されていただけでなく、ファントムルビーの動力源としての役割も担っている。
STAGE 4
アバター：プリズンホール（Prison Hall）
STAGE 5
モダンソニック：VS. ザボック&デスクイーン（VS. Zavok & Death Queen）
STAGE 6
モダンソニック：エッグゲート（Egg Gate）
STAGE 22
クラシックソニック：デスエッグ（Death Egg）
SECRET 5
モダンソニック：レーザーキャノン 1（Laser Cannon 1）
EXTRA 1
モダンソニック：フライングポッド（Flying Pod）
EXTRA 7
モダンソニック：プラズマキャノン 2（Plasma Cannon 2）

### 市街地（City）
エッグマン軍の侵攻によって崩壊した高台の街。デスエッグロボの大群とレジスタンス軍が攻防戦を繰り広げる。
STAGE 3
クラシックソニック：ゴーストタウン（Ghost Town）
STAGE 12
アバター：パークアベニュー（Park Avenue）
STAGE 15
モダンソニック：サンセットハイツ（Sunset Heights）
STAGE 19
タッグステージ：レッドゲートブリッジ（Red Gate Bridge）
前半は量産型デスエッグロボット、後半はメタルソニック戦となる。
SECRET 2
モダンソニック：バニッシュパネル 1（Vanish Panel 1）
EXTRA 6
モダンソニック：ファイアキャノン 2（Fire Cannon 2）
DLC STAGE 1
シャドウストーリー：敵勢力圏（Enemy Territory）

### ミスティックジャングル（Mystic Jungle）
巨大な大蛇（森のヌシ）が生息する密林地帯。奥地の遺跡はカジノ風のきらびやかな意匠になっているが、そういった遺跡なのか、エッグマンが改造したのかは不明。
STAGE 8
モダンソニック：ルミナスフォレスト（Luminous Forest）
STAGE 9
モダンソニック：VS. インフィニット - 第1戦（VS. Infinite - First Bout）
STAGE 13
クラシックソニック：カジノフォレスト（Casino Forest）
STAGE 14
アバター：アクアロード（Aqua Road）
SECRET 1
アバター：ファイアキャノン 1（Fire Cannon 1）
EXTRA 5
アバター：バニッシュパネル 2（Vanish Panel 2）
DLC STAGE 2
シャドウストーリー：軍関連施設（Eggman's Facility）

### メトロポリス（Metropolis）
エッグマン軍の主要拠点都市。白を基調とした近未来的なデザインの超高層ビルが立ち並ぶ。レジスタンス軍はここをどう攻め落とすかが作戦の要になっていた。
STAGE 16
アバター：キャピタルシティ（Capital City）
STAGE 17
アバター：VS. インフィニット - 第2戦（VS. Infinite - Second Bout）
STAGE 23
モダンソニック：メトロポリタンハイウェイ - VS. メタルソニック（Metropolitan Highway - VS. Metal Sonic）
STAGE 24
タッグステージ：ヌルスペース（Null Space）
SECRET 6
アバター：リバースブロック 1（Reverse Block 1）
EXTRA 3
アバター：レーザーキャノン 2（Laser Cannon 2）

### エッグマン帝国要塞（Eggman Empire Fortress）
エッグマン軍の本拠地。中央には巨大なタワーがそびえ立ち、地下にはファントムルビーのエネルギー供給施設が建設されている。
STAGE 25
アバター：インペリアルタワー（Imperial Tower）
STAGE 26
モダンソニック：モーターキャニオン（Mortar Canyon）
STAGE 27
モダンソニック、タッグステージ：VS. インフィニット - 最終決戦（VS. Infinite - Showdown）
前半はモダンソニック、後半はタッグステージで構成されている。
STAGE 28
クラシックソニック：アイアンフォートレス（Iron Fortress）
STAGE 29
タッグステージ：ラストジャッジメント（Final Judgement）
STAGE 30
モダンソニック、クラシックソニック、アバター：VS. メガデスエッグロボ（VS. Mega Death Egg Robot）
クラシックソニック、アバター、モダンソニックの順で連戦が行われる。

## ゲームシステム
敵を倒しながら進んでいき、ゴールにたどり着くか、ボスを倒すことでステージクリアとなる。リングを1個も持っていないときにダメージを受けるなどをした場合はミスになり、ステージの最初もしくは最後に通過したチェックポイントから再開になる。本作では残機が廃止され、ゲームオーバーがなく何度でもやり直すことができるが、タイムが60分を超えてしまうとタイムアップとなり、ワールドマップに戻されてしまう。
ゴールするとリザルト画面が表示され、「クリアタイム」「所持リング数」「ミス回数」と各ボーナスポイントの他、総合スコアとS～Cまでのランクが表示される。ステージクリア時の総合スコアが溜まり、ゲージが最大まで溜まるとブロンズメダル、ブロンズメダルが5つ集まるとシルバーメダル、シルバーメダルが2つ集まるとゴールドメダルが入手でき、最大はゴールドメダル3つで習得可能。なお経験値はモダンソニックやクラシックソニックの場合でも習得可能だが、溜まってもアバターの能力が強化されることはない。

### タッグステージ
一部のエリアはタッグステージと呼ばれるステージが存在し、ソニックとアバターがそれぞれの能力を生かし、使い分けながら進む内容となっている。ダブルブーストなどといったこのステージにしかない特有のシステムも存在し、それを生かしながらステージを攻略する。

### ミッション
「チャレンジミッション」と「デイリーミッション」の2つが存在し、チャレンジミッションは設定された条件をクリアする事で、アバターのパーツやウィスポンが入手可能。デイリーミッションは指定の条件を満たすと発動し、リザルト時の総合スコアが制限時間終了時まで加算される。

### アバター（カスタム"ヒーロー"キャラクター）
概要の通り、本作ではプレイヤーの分身であるアバターを操作キャラクターとして選択することができ、選べる種族はイヌ・オオカミ・クマ・ネコ・トリ・ハリネズミの7種類。それぞれの種族に特性（スキル）があり、種族によってプレイスタイルが変化するようになっている。なおボイスは男女ともにA・B・Cの３種類用意されているが、男女それぞれで同じ声優が演じ分けを行ない、ボイスはイベントムービーにも反映される。
性別・声・頭部の形状・目つき・カラーリング・コスチューム（アバターパーツ）・ウィスポン（武器）の装備など細かく設定可能で、アバターパーツやウィスポンの一部はミッションクリアやゲームの進行に合わせて解放され、ステージ選択画面からいつでも変更する事が可能。アバターパーツはスタイリッシュなものからコミカルなものまで幅広く用意され、中にはシリーズキャラクターの衣装の他、『ソニックアドベンチャー２』でソニックが履いていたソープシューズや、『ソニックトゥーン』のソニックが身につけている衣装など、過去のシリーズ作品のアイテムもいくつか登場している。
アバターはプレイヤーの分身という位置づけであるため、最初はアバター本体を複数所持することはできないが、ネットワーク機能を利用する事で、他プレイヤーのアバターを借りる事ができ、ストーリーをクリアする事で複数の所持が可能になる。

#### アバターの種族とスキル
イヌ
ミスからの復活後、リングを所持する。
オオカミ
リングやアイテムを引き寄せる。
ウサギ
ダメージ後の無敵時間が長くなる。
クマ
ワイヤーアタックでエネミーを吹き飛ばせる。
ネコ
ダメージを受けてもリングが残る。
トリ
2段ジャンプが可能。
ハリネズミ
落としたリングが消えるまでの時間が長い。

## アクション

### 全キャラクター共通
移動
スティックや方向キーで進みたい方向に入力し、入力をし続けるとダッシュ。走っているときに逆に入力するとブレーキがかける。
しゃがむ
その場で低くしゃがむ。

### モダンソニック・アバター・タッグステージ共通
2段ジャンプ
ジャンプ中にもう一度ジャンプボタンを押す事で、より高いところまで跳ぶ。アバターはトリ種族のみ使用可能。
スライディング
走行中にしゃがむとスライディングとなり、下段の狭い空間をくぐり抜けられる。スライディング中には攻撃判定がある。
ストンピング
空中でしゃがむコマンドを入力するとその場の真下に急降下し、地面を力強く踏みつける。足元の障害物を破壊することができる。
側転/クイックステップ
立ち止まっている時は側転、走っているときは左右にステップする。
グラインドステップ
グラインドレールに乗っているときに左右入力、またはクイックステップの入力をすると、左右のレールに飛び移れる。

### モダンソニック
スピンジャンプ
回転しながらジャンプし、エネミーに体当たりして倒すことが可能。
ホーミングアタック
ジャンプ中にエネミーやギミックが近くにあると自動的にロックオンし、ロックオン中にジャンプボタンでホーミングアタックを行う。
ブースト
ブーストゲージが溜まっている時にブーストコマンドを入力するとゲージを消費して急加速し、エネミーや障害物をはじき飛ばして走ることができる。ゲージはホワイトウィスプのカプセルに触れるか、エネミーを倒すことで回復する。
エアブースト
ブーストゲージが溜まっている時に空中でブーストコマンドを入力すると、ゲージを消費して空中でブーストをする。

### クラシックソニック
スピンアタック
回転しながらジャンプし、エネミーに体当たりをして倒すことができる。
見上げる
立ち止まった状態で移動コマンドを上方向に入力すると上を見上げる。ソニックマニア等の作品と異なり、画面の表示範囲の移動はない。
スピン移動
走っている時にしゃがむとスピン移動になり、体当たりでエネミーを倒せる。
スピンダッシュ
しゃがみながらジャンプボタンを押し続けるか、連打するとその場でスピードを溜め、ボタンを離すとスピンしながらダッシュする。
ドロップダッシュ
『ソニックマニア』から登場したアクションで、スピンアタック後にジャンプボタンを押し続けると、着地後にスピンダッシュをする。

### アバター
ワイヤーアタック
ジャンプ中にエネミーやギミックが近くにあると自動的にロックオンし、ロックオン中にジャンプボタンでワイヤーをロックオンした対象に向かって発射する。操作感覚はモダンソニックのホーミングアタックに近い。
ストンピング
モダンソニックのアクションと同一。
ウィスポン（通常攻撃）
装備しているウィスポンを用いて攻撃を行う。この攻撃はゲージに関係無く無限に使用できる。
ウィスポン（特殊行動）
ウィスポンゲージが溜まっている時にボタンを押すと、装備しているウィスポンによる特殊アクションを行い、ウィスポンゲージは装備しているウィスポンに対応したカプセルに触れると補充される。
アバター交代
ワールドマップでレンタルアバターを選んでいる場合、自分のアバターと交代できる。

### ウィスポン
アバターのみが使用可能な武器で、ウィスポンの種類によって通常攻撃や特殊行動が異なる。ウィスポンはチャレンジミッションをクリアすることで手に入り、スキル（後述）を持つ個体も存在する。ウィスプ達の協力によって力を発動するため、ウィスプ達が気に入らない者が手にしても使えない。
バーストウィスポン
- 通常攻撃

前方に炎を出して攻撃する。ボタンを押し続けることで炎を出し続けることも可能。
- 特殊行動

爆発を起こしてジャンプする。ゲージがなくなるまで連続ジャンプも可能。
ライトニングウィスポン
- 通常攻撃

電気の鞭で攻撃する。
- 特殊行動

リングやエネミーの近くで使用すると、それらに沿って高速移動する。過去シリーズにおける「ライトダッシュ」に近い。
キューブウィスポン
- 通常攻撃

ウィスポンを地面に叩きつけ、衝撃波を出す事でエネミーをキューブに変える。キューブを破壊するとリングが手に入る。
- 特殊行動

地面や空中にキューブを作成し、足場を作る。
ドリルウィスポン
- 通常攻撃

ドリルで攻撃する。ボタンを連打して力を溜め、より強力な攻撃をすることもできる。
- 特殊行動

地面に沿って進み、壁も登ることもできる。
アステロイドウィスポン
- 通常攻撃

最大6体までエネミーをロックオンして、分身の数だけ攻撃できる。
- 特殊行動

無敵状態になり近くのアイテムを引き寄せることができ、空中でボタンを押すと浮遊する。
ホバーウィスポン
- 通常攻撃

衝撃波でエネミーを吹き飛ばす。
- 特殊行動

気球を出して上昇でき、ボタンを押している間上昇する。ゲージが満タンの場合穴に落ちても復帰できる。
ボイドウィスポン
- 通常攻撃

アイテムやエネミーを吸い込むブラックホールを発射する。
- 特殊行動

スティックの方向に瞬間移動するが、壁をすり抜けることはできない。瞬間移動中に触れたエネミーを倒すこともできる。

#### スキル
一部のウィスポンにはスキルが付属され、最大3つのスキルを持つウィスポンを所持できるが、アバターが使用可能なステージのみ発動可能で、スキルを任意に付け替えることはできない。
- リング系（黄）

効果：「リングを5つ持った状態でスタート」「エネミーを倒すとリング入手」など。
- 加速系A（水）

効果：「ストンピングした後に速度が上がる」「ワイヤーアタックの速度が上がる」など。
- 加速系B（青）

効果：「リングを取ると加速する」など。
- 無敵系（赤）

効果：「リングを100個集めると無敵状態」など。
- ボーナススコア系（橙）

効果：「エネミーを連続で倒すとボーナススコア」「リングを100個集めるとボーナススコア」など。
- モーションキャンセル系（緑）

効果：「ダメージを受けた時に素早く起き上がる」など。
- 急停止系（紫）

効果：「ブレーキで急停止が可能」
- バリア系（白）

効果：「ダメージを1回防ぐバリアが付く」

## 追加コンテンツ
シャドウストーリー（Episode Shadow）
国内版の発売日同日に無料配信。シャドウを主人公にした今作の前日譚が描かれ、敵や障害物を一新した新規3ステージの他、クリアする事でモダンソニックのステージをシャドウで操作可能になる。
アバターパーツ セガ/アトラスパック（SEGA/ATLUS Pack）
国内版発売日同日に有料配信。『ぷよぷよ』や『ジェットセットラジオ』などといった、セガのゲームキャラクターをモチーフにしたカスタマイズパーツ。国内版では『ペルソナ5』とのコラボレーションコスチュームは収録されていない。
アバターパーツ シャドウパック（Shadow Costume）
国内版発売日同日に有料配信。シャドウそっくりの姿になれるカスタマイズパーツ。
アバターパーツ Sanic Tシャツ（Sanic T-Shirt）
11月27日に無料配信。2010年頃にあるYoutubeユーザーがMicrosoft Paintでソニックを描く動画を投稿した際、その独特の絵から人気を博した「Sanic（サニック）」を基にし、新たに公式が今作のために描き直したものを利用している。
スーパーソニックモード（Super Sonic）
12月22日に無料配信。モダン・クラシックのスーパーソニックをプレイアブルキャラクターとして、モダンソニックステージ、クラシックソニックステージ、タッグステージで操作が可能になる。ステージ中でリングを50枚以上獲得すると自動的にスーパーソニックへ変身し、無敵化やブースト無制限、リングの引き寄せといった恩恵を受けられるが、ベストタイムは記録されず、ランキング参加も出来ない。なおダブルブースト発動時やクイックタイムイベントに入ると強制的に変身は解除されるが、50枚以上のリングを維持していれば再度変身可能。

## 音楽
本作のメインテーマおよびインフィニットとアバターテーマソング曲は大谷智哉が作曲し、一部の楽曲の作編曲は床井健一が担当した。
多国籍性と壮大さを演出するため、ロンドン交響楽団がエアー・スタジオで収録したものがタイトルやカットシーンの楽曲として使われている。
本作は、モダンソニック・クラシックソニック・アバターが操作可能なキャラクターとして登場する事から、それぞれ異なる音楽のテーマが設けられ、モダンはロック調、クラシックは16bitを意識した楽曲、アバターはボーカル曲が充てられている。大谷はソニックチャンネルのブログの中で「ストーリーの流れやその時の登場人物の心境を考えながら作曲しているため、全体的にヒロイックかつドラマチックな、重厚で壮大な音楽に仕上がっていると思う」と述べ、自分の引き出しを総動員したと振り返っている。
一部の楽曲は過去作品のアレンジが見られ、例としてメタルソニックとの戦闘曲は『ソニック・ザ・ヘッジホッグCD』で登場した「スターダストスピードウェイ（バッドフューチャー）」の北米版ステージBGMを床井がアレンジしたバージョンが使用された。

### テーマソング
「Fist Bump」
作曲・編曲：大谷智哉/ストリングスアレンジ：江口貴勅/作詞・歌：ダグラス・ロブ（ Hoobastank）
ストリングス：大先生室屋ストリングス/ピアノ：江口貴勅/アディショナルピアノ：五十嵐宏治/ギター：西川進/ベース：山田章典/ドラムス：MASUO
本作のメインテーマであるこの楽曲は、「シリアス」「クール」「ドラマチック」といったテーマで作曲された。SXSWやYouTubeで公開されたショートバージョンでは、ピアノとシンセサイザーのイントロから入り、疾走感のあるバンドサウンドとドラマチックなストリングスを展開させた後に不穏なピアノのメロディで締めくくるという構成がとられた。
歌唱者であるダグラス・ロブは作詞も担当し、大谷から受け取った本作のメッセージとシナリオを基に歌詞を書き上げた。その後、ロブ自身による仮歌を基にメロディや歌詞の調整が行われ、ロサンゼルスにて本番用のヴォーカルが収録された。
「歌詞がついている以上ゲームの演出に溶け込んだものにしたい」という大谷の意向から、この楽曲はタッグステージでダブルブーストを発動する際に使われるほか、ピアノのアウトロ部分も別の場面で使用される。

### オーケストラテーマ
「This is Our World」
作曲：大谷智哉/編曲：江口貴勅/演奏：ロンドン交響楽団

### キャラクターイメージソング
「Infinite」
作曲・シンセサイザー：大谷智哉/作詞・ラップ：テイラー・スミス（Dangerkids）/歌：テイラー・スミス、アンディ・ベイン（Dangerkids）/7弦ギター：瀬上純
インフィニットのテーマ曲。歌詞の内容はインフィニットの性格や能力を歌ったもので、打ち込みのイントロから入った後、ダブステップやトラップを思わせるようなシンセサイザーとヘヴィメタルで使われる重厚なエレキギターの音色が展開される構成がとられている。
「ラップのパートを入れると同時に、メタル系の要素を入れたい」という大谷の意向から、ロサンゼルスを拠点に活動するミクスチャー・ロックバンドDangerkidsと、セガの瀬上純がそれぞれ起用された。
また、ギターを担当した瀬上はこの楽曲以外の複数の楽曲でもギタリストとして参加している。

### アバターステージ曲（カッコ内は使用ステージ名）
「Fighting Onward」（ケミカルプラント：スペースポート）
作詞：Kurt Jessen/作曲・編曲：大谷智哉/歌：Jon Underdown
「Nowhere to Run」（デスエッグ：プリズンホール）
作詞：Kurt Jessen/作曲・編曲：大谷智哉/歌：Madeleine Wood
「Justice」（市街地：パークアベニュー）
作詞：Kurt Jessen/作曲・編曲：大谷智哉/歌：B-BANDJ（ラップ）、Claudia Vazquez（メイン）
アバターのテーマ曲の一つ。歌詞の内容は戦いへの恐怖を持ちつつも心を奮い立たせて敵に立ち向かうアバターの心境を示すと同時に、アバターを操作するプレイヤーの背中を押すような内容となっている。
また、アバターはプレイヤーがカスタマイズできるキャラクターであることから、パーツを組み合わせて構築していく音楽がふさわしいと考えられた結果、ドラムンベースを基調とした打ち込み系のダンスミュージックとなった。
「Moonlight Battlefield」（ミスティックジャングル：アクアロード）
作詞：Jun Neki、Kurt Jessen/作曲・編曲：大谷智哉/歌：nana hatori
「Virtual Enemies」（メトロポリス：キャピタルシティ）
作詞：Kurt Jessen/作曲・編曲：大谷智哉/歌：Jon Underdown
「Set In Motion」（グリーンヒル：ガーディアンロック）
作詞：Kurt Jessen/作曲・編曲：大谷智哉/歌：Claudia Vazquez
「Fading World」（エッグマン帝国要塞：インペリアルタワー）
作詞：Kurt Jessen/作曲・編曲：大谷智哉/歌：B-BANDJ（ラップ）、Madeleine Wood（メイン）

### エンディングテーマ
「The Light of Hope」
作詞・作曲：大谷智哉/編曲：江口貴勅/歌詞英訳：Kurt Jessen/歌：Amy Hannam
ストリングス：大先生室屋ストリングス/ピアノ：五十嵐宏治
今作のエンディングテーマ。ストーリーをクリアするとタイトル画面でインスト版が流れる。

## 反響

### 発売前の反響
2017年3月17日にYoutubeで公式公開されたメインテーマのインストゥルメンタル版は、公開から一か月ほどで再生回数が60万を超え、SEGA of Americaも音楽の動画だけで反響がここまで大きくなることは予想外だったらしく、社内には「ここまで反響が大きくなるのであれば、もっと楽曲を先行で公開すればよかった」という意見があったという。

### 評価
IGNのHeidi Kempsは本作のキャラクターカスタマイズ機能やなつかしさの感じられる音楽などを評価した。その一方、ボスの数と戦闘時間が短いことを指摘し、ステージの数や刺激的なボス戦がもっと多くてもよかったはずだと述べている。